# Robin Givhan
Robin Givhan (Detroit, 11 de setembro de 1964) é um editora de moda americana e escritora que foi vencedora do Prémio Pulitzer de Crítica.
Givhan era editora de moda do jornal The Washington Post. Ela ingressou no Post em 1995 e saiu em 2010 para se tornar a crítica de moda e correspondente de moda do The Daily Beast e da Newsweek. Ela voltou ao "Post" em 2014.
Givhan ganhou o Prêmio Pulitzer de Crítica em 2006, a primeira vez que o prêmio foi concedido a uma escritora de moda. O Comitê Pulitzer citou os "ensaios espirituosos e cuidadosamente observados de Givhan que transformam a crítica de moda em crítica cultural".

## Biografia
Ela é natural de Detroit, cidade de Michigan. Ela foi a oradora da Renaissance High School em 1982, graduou-se na Universidade de Princeton em 1986 e possui mestrado em jornalismo pela Universidade de Michigan, Ann Arbor.
Depois de trabalhar para o Detroit Free Press por cerca de sete anos, ela ocupou cargos no San Francisco Chronicle e na revista Vogue. Givhan apareceu como convidada no The Colbert Report em janeiro de 2006.
Em 2009, ela se mudou de Nova Iorque para Washington, DC, onde sua moda foi expandida para cobrir a primeira-dama Michelle Obama.

## Opiniões sobre moda
Givhan gerou um alvoroço em 20 de julho de 2007, quando escreveu um artigo de opinião no Washington Post que chamou a atenção para uma roupa usada pela candidata presidencial Hillary Clinton durante seu discurso de 18 de julho no plenário do Senado. Givhan comentou sobre o vestido da senadora. O decote levemente em forma de V de Clinton era "enervante" e "surpreendente", especialmente para uma mulher "que tem sido tão publicamente ambivalente sobre estilo, imagem e os encargos de ambos". Ela acrescentou: "Era mais como pegar um homem com a braguilha aberta. Apenas olhe para longe!"
Givhan ganhou fama de ser sincera. Em uma entrevista sobre escritores que cobrem a indústria da moda, Givhan disse à CBS News: "Há muitas pessoas que dizem que algo é bom ou importante ou progressivo ou ousado quando, na verdade, é apenas uma porcaria. E ninguém vai simplesmente dizer que é uma porcaria." Ela acrescentou: "Eu também direi quando acho que algo é absolutamente magnífico".
Comentando sobre uma pesada parka verde-escura usada pelo vice-presidente Dick Cheney em uma cerimônia em 2005 comemorando o 60º aniversário da libertação de Auschwitz, Givhan escreveu: "É o tipo de traje que normalmente se usa para operar um soprador de neve (...) Aqui ele estava vestindo algo que visualmente não simbolizava para mim o nível de solenidade e respeito que eu achava que um serviço como esse exigia (...) Ele estava representando o povo americano. Eu não quero ser representado por alguém com, você sabe, uma parka que parece estar em um jogo do Green Bay Packer."
Ela também criticou o traje usado pela esposa e filhos pequenos do indicado à Suprema Corte, John Roberts, durante seu juramento como Chefe de Justiça da Suprema Corte, dizendo que são comparáveis a "um trio de ovos de Páscoa, um punhado de barrigas de gelatina, três pequenas bolachas Necco".
Em agosto de 2009, ela criticou a primeira-dama, Michelle Obama, por usar shorts durante as férias com a família. "Evitar a aparência de comportamento de rainha é politicamente sábio. Mas não favorece a cultura americana se uma primeira-dama se esforça tanto para ser mediana que acaba parecendo comum", escreveu Givhan sobre o assunto do traje da primeira-dama. Givhan continuou sua crítica no Washington Post de 3 de janeiro de 2010, reclamando que a primeira-dama não tinha "foco" em sua defesa.

## Reconhecimento e obras publicadas
Em 2013, Robin Givhan foi destacada no Detroiter Hall of Fame da Universidade de Michigan. O livro de Givhan sobre The Battle of Versailles Fashion Show, intitulado The Battle of Versailles: The Night American Fashion Stumbled into the Spotlight and Made History, foi publicado pela Flatiron Books em 2015.
Ela também contribuiu para uma série de livros, incluindo legendas para o livro do fotógrafo Lucian Perkins, Runway Madness, e um livro comemorativo intitulado Michelle: Her First Year as First Lady.

## Prêmios
- Prêmio Pulitzer de Crítica de 2006[2]